# Frostfläck
Frostfläck (Arthonia zwackhii) är en lavart som beskrevs av Sandst. Frostfläck ingår i släktet Arthonia och familjen Arthoniaceae.  Arten är reproducerande i Sverige. Inga underarter finns listade i Catalogue of Life.